# 보희
보희(寶姬, ?~?)는 김유신의 누이이자, 문명왕후(文明王后)의 언니이다.

## 생애
동생 문희와 함께 김용수 가문으로 시집을 갔다. 시집 가기 전 그녀가 서라벌 남산에서 오줌을 누자 서라벌 전역으로 퍼지는 꿈을 꾸었는데, 이를 이상히 여겨 동생인 문희에게 이야기하니, 동생 문희가 꿈을 사고자 하여 비단치마를 받고 꿈을 팔았다. 이후 문희는 김춘추와 혼인하며 문명왕후(文明王后)가 되었다.

## 보희부인이 등장하는 작품
- 《삼국기》(KBS, 1992년~1993년, 배우 : 박현숙)
- 《연개소문》(SBS, 2006년~2007년, 배우 : 엄수진, 임성언, 하승리)
- 《대왕의 꿈》(KBS, 2012년~2013년, 배우 : 민지아)

## 같이 보기
- 보희 설화